# アレグザンダー・フレイザー (第20代ソルトーン卿)
第20代ソルトーン卿アレグザンダー・アーサー・フレイザー（英語: Alexander Arthur Fraser, 20th Lord Saltoun、1886年3月8日 - 1979年8月31日）は、イギリス・スコットランドの貴族、陸軍軍人、政治家。

## 経歴
1886年3月8日、第19代ソルトーン卿アレグザンダー・フレイザーとその妻メアリー(旧姓グラタン＝ベリュー)の長男として生まれる。
イートン校を経てオックスフォード大学ニュー・カレッジへ進学し、マスター・オブ・アーツの学位を取得。
ゴードン・ハイランダーの第3大隊に所属して第一次世界大戦に従軍したが、捕虜になった。
1933年6月19日に父が死去して爵位を継承し、1935年から1963年にかけてはスコットランド貴族の貴族代表議員に選出され、貴族院議員を務める。1963年には貴族法により、スコットランド貴族も自動的に貴族院議員に列することになった。
1979年8月31日に死去した。

## 栄典

### 爵位
- 1933年6月19日、第20代ソルトーン卿(1445年創設スコットランド貴族爵位)[2]

## 家族
1920年、第5代準男爵チャールズ・ウェルビーの娘ドロシーと結婚し、彼女との間に以下の2子を儲けた。
- 第1子（長男）アレグザンダー・シモン・フレイザー（1921年 - 1944年） - マスター・オブ・ソルトーンの儀礼称号を使用。第二次世界大戦で戦死[4]。
- 第2子（長女）マージョリー・フローラ・フレイザー（英語版）（1930年 - ） - 第21代ソルトーン卿（女卿）を継承。パトリシア王女の子アレグザンダー・ラムジーと結婚[5]。